# Wayne Talkes
Wayne Anthony Norman Talkes (Ealing, 2 giugno 1952 – Hampshire, 17 aprile 2021) è stato un calciatore inglese, di ruolo centrocampista.

## Carriera
Ha giocato complessivamente 9 partite nella prima divisione inglese con la maglia del Southampton (una nella stagione 1971-1972, 5, peraltro tutte da titolare, nella stagione 1972-1973 e 3 nella stagione 1973-1974), club con cui in precedenza aveva già giocato per quattro stagioni nelle giovanili. Conclude poi la stagione 1973-1974 con un periodo in prestito al Doncaster (dal dicembre del 1973 a fine stagione), con cui gioca 4 partite in terza divisione. Milita invece in quarta divisione nel corso della stagione 1975-1976, durante la quale gioca 5 partite di campionato con la maglia del Bournemouth: si tratta di fatto della sua quarta ed ultima stagione da professionista, anche se in seguito continua a giocare per molti anni con vari club semiprofessionistici e dilettantistici nelle serie minori inglesi. La sua intera carriera professionistica risultò peraltro gravemente compromessa da un infortunio ad un'anca subito nel corso della stagione 1972-1973, il quale lo portò anche al prematuro abbandono del calcio professionistico.
In carriera ha giocato complessivamente 18 partite nei campionati della Football League.